# Jämförelsepris

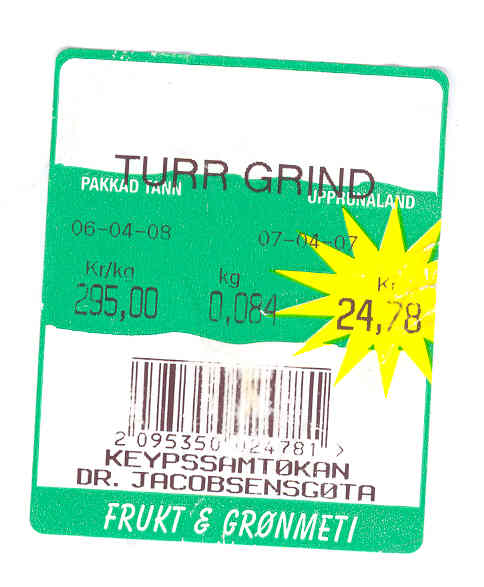
Prisetikett på Färöarna. Till vänster syns jämförelsepriset, i detta fall 295 kronor per kilo.

Jämförelsepris eller jämförpris är ursprungligen en beteckning på vad en vara kostar per jämförbar enhet, vanligen per vikt- eller volymenhet.   Jämförelsepriset är avsett för att kunden snabbt ska kunna jämföra priser, exempelvis mellan olika affärer, förpackningar eller fabrikat. För t.ex. inläggningar, fruktkonserver och liknande ska jämförelsepriset baseras på nettovikt exkl. spad, s.k. avrunnen vikt, något det ofta fuskas med.[källa behövs]

## Jämförpris i Sverige

### Jämförpris i detaljhandeln
I detaljhandeln används ofta den kortare beteckningen jämförpris. Jämförpriset ska alltid anges i omedelbar närhet till varans pris, på t.ex. hyllkanten, förpackningen eller annan prisskylt. Detta gäller även när en vara säljs med ett rabatterat pris eller ingår i ett erbjudande. Jämförprisets måttenhet ska också anges och matcha varans innehåll. I livsmedelsbutiker anges jämförpriset ofta i kronor per kilo eller liter. För vissa varor kan jämförpris även anges i form av rekommenderad användning, t.ex. kronor per tvätt för tvättmedel. Jämförpriset ska skrivas på gul bakgrund för att särskilja det från varans pris.
Med hjälp av jämförpriserna kan konsumenten snabbt jämföra kilopriser på exempelvis honung från Sverige, Spanien, Argentina eller Kina, trots varierande förpackningsstorlekar.
Krav på jämförpris för livsmedel infördes med prisinformationslagen (1991:601), som uppdaterades 2004 till att även omfatta energipriser och telefontjänster.

### Jämförelsepris på bostadsmarknaden
I februari 2011 lanserade ett antal mäklarföretag i Stockholm det nya begreppet ”jämförelsepris”, att från och med 1 april 2011 i första hand användas vid försäljning av bostadsrättslägenheter i Stockholms innerstad. Tanken är att i själva objektbeskrivningen skall annonspriset kompletteras med ett jämförelsepris baserat på tidigare försäljningar av liknande lägenheter i närområdet.